# Margites rufipennis
Margites rufipennis là một loài bọ cánh cứng trong họ Cerambycidae.